# ذا جيمي هيندريكس إكسبيرينس
ذا جيمي هيندريكس إكسبيرينس (بالإنجليزية: The Jimi Hendrix Experience، وتُعرف اختصارًا: JHX) هي فرقة روك إنجليزيَّة-أمريكيَّة تأسست في وستمنستر بالعاصمة البريطانية لندن في شهر سبتمبر من عام 1966. تجمع الفرقة كلًا من عازف الغيتار ومؤلف الأغاني والمغنيّ جيمي هندريكس، وقارع الطبول ميتش ميتشيل، وعازف البيس نويل ريدينغ. ظلت الفرقة نشطة حتى شهر يونيو من عام 1969. وأصدرت خلال فترة نشاطها هذه ثلاثة ألبومات وغدت من أكثر فرق موسيقى الروك شعبية. لعبت الفرقة دورًا بالغ الأهمية في الدفع بشعبية نوعيّ الهارد الروك والسايكدلك روك الموسيقيين. أكثر ما اُشتهرت به الفرقة هو براعة وأسوب وكاريزما قائدها جيمي هندريكس. اعتبر النقاد الموسيقيون من مجلة رولينغ ستون ألبومات الفرقة الثلاثة من ضمن قائمتهم لأفضل 500 ألبوم على الإطلاق. أُدرجت «ذا جيمي هيندريكس إكسبيرينس» عام 1992 كعضو في الصالة الفخرية للروك آند رول.

## الألبومات
| السنة | الألبوم (الاسم الأصلي) | الألبوم (بالعربية) |
| ----- | ---------------------- | ------------------ |
| 1967  | Are You Experienced    | آر يو إكسپيرينسد   |
| 1967  | Axis: Bold as Love     | آكسيس: بولد آز لوڤ |
| 1968  | Electric Ladyland      | إلكتريك ليديلاند   |

## روابط خارجية
- ذا جيمي هيندريكس إكسبيرينس على موقع IMDb (الإنجليزية)
- ذا جيمي هيندريكس إكسبيرينس على موقع الموسوعة البريطانية (الإنجليزية)
- ذا جيمي هيندريكس إكسبيرينس على موقع ميوزك برينز (الإنجليزية)
- ذا جيمي هيندريكس إكسبيرينس على موقع رولينغ ستون (الإنجليزية)
- ذا جيمي هيندريكس إكسبيرينس على موقع أول ميوزيك (الإنجليزية)
- ذا جيمي هيندريكس إكسبيرينس على موقع ديسكوغز (الإنجليزية)